# Hnat Stefaniw
Hnat Stefaniw (ukr. Гнат Стефанів, niem. Ignaz Stefaniów; ur. 5 maja 1885 w Toporowcach, zm. 20 czerwca 1949 w Ratyzbonie) – ukraiński wojskowy, pułkownik Ukraińskiej Armii Halickiej (UHA) i armii Ukraińskiej Republiki Ludowej.

## Życiorys
1 września 1905 został mianowany na stopień kadeta–zastępcy oficera i wcielony do Galicyjskiego Pułku Piechoty Nr 10 w Jarosławiu. 1 maja 1907 został mianowany podporucznikiem. W tym samym roku został przeniesiony do 35 Pułku Piechoty Obrony Krajowej w Złoczowie. 1 maja 1912 awansował na porucznika. W latach 1912–1913 wziął udział w mobilizacji sił zbrojnych Monarchii Austro-Węgierskiej, wprowadzonej w związku z wojną na Bałkanach. 35 Pułk Piechoty Obrony Krajowej pozostawał jego oddziałem macierzystym do 1918, przy czym w 1917 został on przemianowany na Pułk Strzelców Nr 35.
Sotnik Legionu Ukraińskich Strzelców Siczowych. W listopadzie 1918 organizator i komendant złoczowskiego okręgu Zachodnioukraińskiej Republiki Ludowej (ZURL).
Od 9 listopada do 10 grudnia 1918 był dowódcą Komendy Głównej armii UHA we Lwowie, z jego rozkazu wojska ukraińskie opuściły Lwów.
Później przeszedł do armii URL, dowodził huculskim koszem (obozem) piechoty morskiej, brygadą zapasową 3 Żelaznej Dywizji Strzelców. W pierwszym pochodzie zimowym dowodził pułkiem konnym, w 1920 był dowódcą wszystkich służb tyłowych armii URL. W sierpniu 1920 przekroczył z grupą gen. Antona Krawsa granicę Czechosłowacji, do 1923 był konsulem ZURL w Użhorodzie.
Do 1939 mieszkał na Zakarpaciu, po aneksji Ukrainy Karpackiej przez Węgry w Wiedniu, na Łemkowszczyźnie, a od 1944 w Niemczech, gdzie zmarł.

## Ordery i odznaczenia
- Krzyż Zasługi Wojskowej 3 klasy z dekoracją wojenną i mieczami[4],
- Krzyż Jubileuszowy Wojskowy,
- Krzyż Pamiątkowy Mobilizacji 1912–1913[3].